# سلوا (ایتالیا)
سلوا (به ایتالیایی: Selva di Val Gardena) یک کومونه در ایتالیا است که در تیرول جنوبی واقع شده‌است. سلوا ۵۳٫۲ کیلومتر مربع مساحت و ۲٬۶۳۷ نفر جمعیت دارد و ۱٬۵۶۳ متر بالاتر از سطح دریا واقع شده‌است.